# Росберкон
Росберкон (англ. Rosbercon; ирл. Ros(s) Bearrcon) — деревня в Ирландии, находится на границе графств Килкенни и Уэксфорд (провинция Ленстер). Исторически Росберкон находился на территории Килкенни, но после того, как находящийся на другой стороне реки Барроу город Нью-Росс разросся, и Росберкон вошёл в его черту, став фактически пригородом, он в административном отношении подчиняется графству Уэксфорд. Центр одноимённой общины, западная часть которой теперь располагается в Килкенни, а восточная — в Уэксфорде.
В последнее время население деревни значительно увеличилось за счёт притока иммигрантов, в основном из Польши и других стран Восточной Европы, которые сейчас составляют около 35 % её населения.